# 빨간 코 순록 루돌프
빨간 코 순록 루돌프(Rudolph The Red-Nosed Reindeer: The Movie)는 미국에서 제작된 윌리엄 R. 코왈척 주니어 감독의 1998년 애니메이션 영화이다. 존 굿맨 등이 주연으로 출연하였고 윌리엄 R. 코왈척 주니어 등이 제작에 참여하였다.

## 출연

### 주연
- 존 굿맨

### 조연
- 우피 골드버그
- 데비 레이놀즈
- 밥 뉴하트
- 에릭 아이들
- 캐슬린 바
- 리처드 시몬스
- 알렉 윌로우스
- 리 톡카
- 게리 초크
- 크리스토퍼 그레이
- 바네사 몰리
- 폴 돕슨
- 테리 클라센
- 콜린 머독
- 데이비드 카에
- 타일러 톰슨
- 짐 번즈
- 맷 힐

## 제작진
- 제작책임: 세스 윌렌슨
- 협력프로듀서: 진 로저스
- 배역: 메리 조 슬래터

## 같이 보기
- 크리스마스 영화 목록